# Ailly-le-Haut-Clocher
Ailly-le-Haut-Clocher là một thị trấn của tỉnh Somme, thuộc vùng Hauts-de-France, miền bắc nước Pháp.

## Thông tin nhân khẩu
| 1851                                                                | 1896 | 1954 | 1962 | 1968 | 1975 | 1982 | 1990 | 1999 | 2002 |
| ------------------------------------------------------------------- | ---- | ---- | ---- | ---- | ---- | ---- | ---- | ---- | ---- |
| 1026                                                                | 936  | 787  | 736  | 757  | 778  | 801  | 809  | 831  | 901  |
| Census count starting from 1851: Population without double counting |      |      |      |      |      |      |      |      |      |